# 吉尔伯特·福利奥特
吉尔伯特·福里奥（英語：Gilbert Foliot；1110年—1187年2月18日）是英国僧侣与主教， 出生于一个教会家庭，约20岁时在法国成为克鲁尼修道院的修士。1139年被任命为 格洛斯特修道院的修道院长。

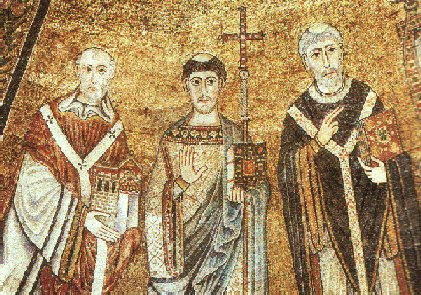
教宗依诺增爵二世（左）的镶嵌画，位于罗马

有可能曾经在博洛尼亚学习过法律，也有可能在牛津或者Exter与Robert Pullen学习过神学。

## 影响
1187年2月18日去世，中世纪编年史家Walter Map赞扬他是“掌握了拉丁文、法语、英语三种语言的杰出之士。
1. ↑  巴特利特 下英格兰的诺曼和安茹的国王 pp.502-503